# Diana Ürge-Vorsatz

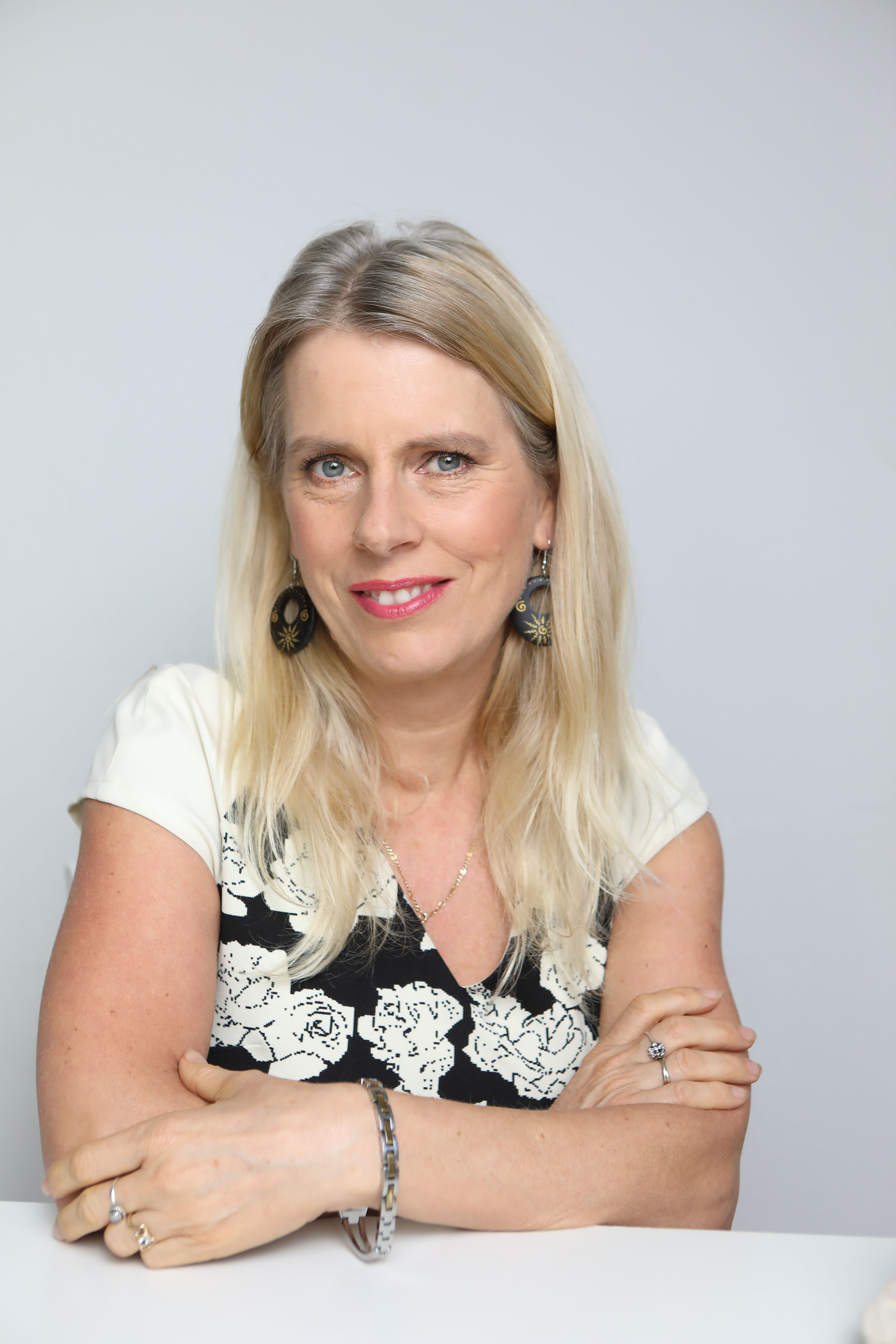
Diana Ürge-Vorsatz (2021)

Diana Ürge-Vorsatz (geboren 1968 in Berlin) ist eine ungarische Klimawissenschaftlerin und Professorin an der Central European University (CEU). 2023 wurde sie zu einer Vize-Vorsitzende des Weltklimarats IPCC gewählt, an dessen Berichten sie bereits zuvor in teils leitender Funktion mitgewirkt hatte. 

## Leben
Von 1986 bis 1992 absolvierte Ürge-Vorsatz an der Eötvös-Loránd-Universität ein Masterstudium mit Schwerpunkten in Astro- und später Umweltphysik. Sie absolvierte von 1992 bis 1996 ein Promotionsstudium der Umweltwissenschaft und -technik an der University of California, Los Angeles und der University of California, Berkeley, an letztgenannter als Stipendiatin im Rahmen des Fulbright-Programms.
2017 wurde sie zum Mitglied der Academia Europaea gewählt.
Ürge-Vorsatz ist verheiratet und Mutter von sieben Kindern.

## Wirken
Ürge-Vorsatz’ Arbeit konzentriert sich auf die Verringerung des Treibhausgasausstoßes von Gebäuden und Städten und dessen Bedeutung für den Klimawandel. Sie ist eine der Verfasserinnen des Vierten, Fünften und Sechsten Sachstandsberichts des IPCC und wirkte zudem am 2018 erschienenen Sonderbericht 1,5 °C globale Erwärmung des IPCC mit.
Der IPCC hat am 28. Juli 2023 in Nairobi einen neuen Vorstand für den siebten Berichtszyklus gewählt. Die 34 Mitglieder des IPCC-Vorstands wurden von den IPCC-Mitgliedsstaaten mit absoluter Mehrheit gewählt. Diana Ürge-Vorsatz ist eine der drei neuen Vize-Vorsitzende des IPCC (IPCC Vice-Chairs).
Ürge-Vorsatz kritisierte 2017 die Einschränkungen der Wissenschaftsfreiheit durch die Regierung unter Viktor Orbán scharf. Unter Orbán wurde die CEU, an der Ürge-Vorsatz tätig ist, in den Jahren danach zu einem sukzessiven Umzug von Budapest nach Wien genötigt.

## Veröffentlichungen (Auswahl)
- Xuemei Bai, Richard J. Dawson, Diana Ürge-Vorsatz, Gian C. Delgado, Aliyu Salisu Barau, Shobhakar Dhakal, David Dodman, Lykke Leonardsen, Valérie Masson-Delmotte, Debra C. Roberts, Seth Schultz: Six research priorities for cities and climate change. In: Nature. Band 555, 2018 S. 23–25. DOI:10.1038/d41586-018-02409-z
- Diana Ürge-Vorsatz, L. D. Danny Harvey, Sevastianos Mirasgedis, Mark D. Levine: Mitigating CO2 emissions from energy use in the world's buildings. In: Building Research & Information, Band 35(4), 2007, S. 379–398. DOI:10.1080/09613210701325883
- Diana Ürge-Vorsatz, Aleksandra Novikova: Potentials and costs of carbon dioxide mitigation in the world's buildings. In: Energy Policy. Band 36(2), 2008, S. 642–661. DOI:10.1016/j.enpol.2007.10.009